# Кантареле (Катанцаро)
Кантареле је насеље у Италији у округу Катанцаро, региону Калабрија.
Према процени из 2011. у насељу је живело 72 становника. Насеље се налази на надморској висини од 677 м.